# Dominique-Alexandre Parodi
Pour les articles homonymes, voir Parodi et famille Parodi.
Ne doit pas être confondu avec Dominique Parodi ou Alexandre Parodi.
Dominique-Alexandre Parodi, dit Alexandre Parodi, né le 15 octobre 1840 à La Canée (Crète) et mort le 23 juin 1901 dans le 17e arrondissement de Paris, est un poète et auteur dramatique français d'origine italo-grecque.

## Biographie
Dominique-Alexandre Parodi est né le 15 octobre 1840 à La Canée, en Crète, de père génois. Il réside ensuite à Smyrne (1843) jusqu'en 1861 puis à Milan et à Gênes où il épouse Vittoria d'Aste, fille du dramaturge Ippolito d'Aste et petite-fille de l'imprimeur génois Antonio Ponthenier. Il collabore en tant que journaliste et chroniqueur à plusieurs journaux italiens notamment à L'Illustrazione. Il s'installe définitivement à Paris en 1871 et est naturalisé français en 1881, il est inspecteur des bibliothèques municipales en 1886 et meurt à Paris en 1901,.
Il est le père du philosophe Dominique Parodi (1870-1955) et de l'ingénieur Hippolyte Parodi (1874-1968), et le grand-père d'Alexandre Parodi (1901-1979), homme politique et résistant, et de René Parodi (1904-1942), magistrat et résistant, tous deux compagnons de la Libération.

## Œuvres
Il publie sans nom d'auteur son premier roman en français, Le Dernier des papes, dans L'Illustrazione.
Poésie
- Passions et Idées, 1865
- Nouvelles Messéniennes, 1867, publication Bruxelles, édition Gênes au profit des Candiotes.
- Cris de la chair et de l'âme, 1883

Théâtre
- Rome vaincue, tragédie en vers en cinq actes, U.C. DXXXVI, 216 avant Jésus-Christ (1876), Comédie française, 27 septembre avec Sarah Bernhardt, pièce traduite en italien par Tito Ippolito d'Aste, reprise en 1902. Cette tragédie fut adaptée en opéra par Jules Massenet sous le nom de Roma, livret Henri Cain (1912).
- Ulm le parricide, tragédie en vers, Matinées Ballande, 1er mai 1870, avec Taillade.
- Sephora,  mystère, poème biblique en deux actes, 1877
- Le Triomphe de la paix, ode symphonique en trois parties, musique de Samuel David, 18 février 1879, Théâtre lyrique Ventadour.
- L'Inflexible, drame, 8 novembre 1884
- La Jeunesse de François premier, drame en vers, 1884
- La Reine Juana, drame, Comédie française, 6 mai 1893, mise en scène Frédérique Febvre avec Mlle Brandis dans le rôle de Floresta, M. Leitner dans le rôle de Ferdinand d'Aragon.
- La Juive de Grenade qui devient ensuite Dom Ruy, drame, Comédie française
- Les Rivales
- Le Pape, tragédie en cinq actes
- Le Théâtre en France, 1885
- Traduction : Francesca di Rimini, tragédie de Silvio Pellico.

## Hommage
- Une rue du 10e arrondissement de Paris, la rue Alexandre-Parodi (précédemment rue du Canal Saint-Martin), porte son nom depuis 1904[4].
- Chevalier de l'ordre du Sauveur de Grèce.
- Chevalier de l'ordre de la Couronne d'Italie.